# Білорусизація
Білорусиза́ція (біл. беларусізацыя, biełarusizacyja) — політика популяризації білоруської мови, що її проводило керівництво БРСР у 1920-х роках.
Разом з українізацією 1920-х років становила конкретний приклад так званої «коренізації» з метою зміцнення радянської влади в Білорусі засобами поступок у вигляді запровадження білоруської мови в школі, пресі й інших ділянках культурного життя, а також в адміністрації — як державної мови республіки, прийняття в члени партії та у виконавчу владу етнічних білорусів. Білоруська мова мала статус головної з 4 офіційних мов республіки (три інші — російська, польська, їдиш)

## Початок
15 липня 1924 II сесія Центрального виконавчого комітету БРСР поклала початок білорусизації як офіційній державній політиці. Спеціальною комісією на чолі з А. І. Хацкевичем було запропоновано комплекс заходів:
- перехід республіканських установ і частин Червоної Армії на білоруську мову;
- висування етнічних білорусів на партійну, радянську та профспілкову роботу;
- організація роботи навчальних установ білоруською мовою, розвиток білоруської літератури тощо.

Перехід установ і організацій на білоруську мову планувалося здійснити за 1–3 роки.

## Досягнення
У 1920-і роки під впливом політики білорусізації формувалися нові кадри національної інтелігенції, проходив процес професіоналізації білоруської художньої культури.
У 1923—1924 роки почалося комплектування Червоної Армії за територіальним принципом. Передбачалося створення білоруських військових частин і з'єднань.
У 1924 році було створено Державне видавництво БРСР, яке видавало офіційну, суспільно-політичну та художню літературу білоруською мовою. У БРСР виходило 13 республіканських газет, 6 з них на мовах національних меншин.

### Освіта
Першочерговим культурної завданням в Радянській Білорусі була ліквідація неписьменності дорослих і дітей. У 1926 році в БРСР було створено білоруське відділення Всесоюзного товариства «Геть неписьменність». До початку 1930-х років в БРСР початковим навчанням було охоплено 98% дітей. У 1920-ті роки створена основа системи професійної освіти, діяли три вищих навчальних заклади: Білоруський державний університет (1921 р.), Білоруська державна академія сільського господарства (1925 р.), Ветеринарний інститут (1924 р.).  Головною науковою установою БРСР був Інститут білоруської культури, створений в 1922 році. Пізніше на його основі у 1929 році була створена Білоруська академія наук.

### Театри і кіно
У БРСР швидко розвивалося професійне театральне мистецтво. У республіці діяли 6 професійних театрів: 3 білоруських, російська, єврейська, польська. Найбільшу популярність отримали перший Білоруський державний театр (1920), другий Білоруський державний театр (1926), відкритий у Вітебську, Білоруський державний пересувний театр В. Голубка (1926). У 1926 році був створений перший білоруський художній фільм «Лісова бувальщина», знятий за повістю М. Чарота. У 1926-1930 роках випущений 21 ігровий фільм.

### Архітектура і мистецтво
1920-і роки є часом створення національної школи живопису. Найбільш яскраво національна тематика представлена у творчості М. Пилиповича. Тематичні картини створювали Я. Крюгер, В. Волков, І. Ахремчик. Провідне місце в жанрі пейзажу займали роботи В. Белиніцкого-Бірулі. У 1920-ті роки почалася творчість білоруських скульпторів Заіра Азгура, Абрама Бразера, Андрія Бембеля. У 1929—1933 роки за проєктом архітектора Йосипа Лангбарда був побудований Будинок уряду в Мінську.

## Результат
За відносно короткий час білорусизації відбулися значні зрушення: завдяки білорусизаційним заходам (у взаємодії з іншими соціально-економічними процесами) у шкільництві, установах культури, пресі тощо і напливові білоруського населення з села, міста БРСР почали набирати білоруського характеру.
Вже в 1927 році білоруською мовою володіли 80% службовців. До 1928 року 80 % шкіл було переведено на білоруську мову навчання.

## Згортання
Білорусизація весь час зустрічала ворожий опір російських великодержавних шовіністів в Білорусі (діяльність пролеткультів, опір білорусизації державного апарату, преси тощо). У 1930-ті роки білорусизація згортається.
Кампанія з викриття т.зв. націонал демократизму у Радянській Білорусі та сфальсифікована в 1930 році справа «Спілки визволення Білорусі» фактично поклали край політиці білорусизації. Протягом 1930-х років більшість діячів білорусизації були ліквідовані або покінчили життя самогубством, і відтоді неофіційно почалася русифікація, яка особливого прискорення набрала по Другій світовій війні.